# Protein ribosome 40S S19
Protein ribosome 40S S19 là một protein mà ở người thì được mã hóa bởi gen RPS19.

## Chức năng
Ribosome, phức hợp mà xúc tác cho quá trình tổng hợp protein, bao gồm một tiểu đơn vị 40S nhỏ và một tiểu đơn vị 60S lớn. Các tiểu đơn vị này bao gồm bốn loại RNA và khoảng 80 protein riêng biệt về mặt cấu trúc. Gen RPS19 này mã hóa một protein ribosome là thành phần của tiểu đơn vị 40S. Protein thuộc họ S19E của các protein ribosome và nó nằm trong tế bào chất. Như là điển hình cho các gen mã hóa protein ribosome, có nhiều gen giả của gen này được nhân lên và phát tán trong khắp bộ gen.

## Ý nghĩa y khoa
Đột biến trong gen này gây ra thiếu máu Diamond-Blackfan (DBA), một bệnh giảm nguyên hồng cầu có do mất hoặc thiếu các tiền chất tạo hồng cầu, ở một số bệnh nhân. Điều này cho thấy một chức năng khác ngoài chức năng ribosome, có thể là trong sự biệt hóa và tăng sinh hồng cầu, ngoài chức năng ribosome chính của nó. Mức độ biểu hiện cao hơn của gen này trong một số mô ung thư đại trực tràng so với mô ruột bình thường cũng đã được quan sát.

## Tương tác
Protein ribosome S19 đã được chứng minh là tương tác với yếu tố tăng trưởng nguyên bào sợi cơ bản. RPS19 cũng được tiết ra ngoại bào và các oligomer ngoại bào của nó (được liên kết chéo bởi yếu tố đông máu transglutaminase XIII) cũng được biết là có thể liên kết và có lẽ là ức chế yếu tố ức chế di tản đại thực bào; mặc dù các oligomer S19 cũng có chức năng giống như MCIP là hấp dẫn mạnh hóa học các đại thực bào và liên kết với thụ thể C5 độc tố phản vệ.